# Libnotes longinervis
Libnotes longinervis är en tvåvingeart som först beskrevs av Enrico Adelelmo Brunetti 1912.  Libnotes longinervis ingår i släktet Libnotes och familjen småharkrankar. Inga underarter finns listade i Catalogue of Life.